# Leudon-en-Brie
 Leudon-en-Brie  es una población y comuna francesa, en la región de Isla de Francia, departamento de Sena y Marne, en el distrito de Provins y cantón de La Ferté-Gaucher.

## Demografía
| 92 | 103 | 108 | 106 | 131 | 144 |
| Para los censos de 1962 a 1999 la población legal corresponde a la población sin duplicidades (Fuente: INSEE [Consultar]) |     |     |     |     |     |